# 小行星4037
小行星4037（4037 Ikeya）是一顆以日本天文學家池谷薰的姓氏命名的小行星。

## 概述
小行星4037是由兩位日本天文學家鈴木憲藏和浦田武，於1987年3月2日發現的。

## 基本參數
- 名稱: 4037 池谷 (1987 EC)

### 軌道根數
- 日期: 2453200.5 (世間標準時2004年7月14日00時00分00秒，曆書時)
- 偏心率: 0.156735
- 升交點黃經: 13.78124°
- 軌道半徑: 2.773094天文單位
- 公轉週期: 4.6180地球年
- 近日點日距: 2.3384531天文單位
- 近日點角距: 73.8897°
- 黃經平均變化率: 0.213431°/天
- 近日點日期: 2451632.1489392 (世間標準時2000年3月28日15時34分28秒，曆書時)
- 軌道傾角: 8.46916°
- 遠日點日距: 3.20773489天文單位

## 請參見
| 前一小行星： 小行星4036 | 小行星列表 | 後一小行星： 小行星4038 |